# Bill Gates
William Henry Gates III, dit Bill Gates [bɪl ɡeɪts], né le 28 octobre 1955 à Seattle (État de Washington) est un informaticien, entrepreneur et milliardaire américain. Il est connu pour être le cofondateur de Microsoft en 1975 et son principal actionnaire jusqu’en 2014.
Grâce au succès commercial de l'empire Microsoft, il est l’un des hommes les plus riches du monde depuis 1992. Le magazine Forbes le consacre 18 fois "homme le plus riche de l'année" entre 1994 et 2017. En 2021, malgré sa mise en retrait de la plupart de ses fonctions, Bill Gates reste la 4e fortune de la planète, avec 124 milliards de dollars.
Depuis octobre 2007, Bill Gates se consacre à sa fondation Bill-et-Melinda-Gates, qui a pour mission d’améliorer la santé à l’échelle mondiale, entre-autres avec la planification familiale, le développement de l’agriculture et la vaccination.

## Biographie

### Les années de formation: 1955-1975
William Henry III “Bill” Gates naît le 28 octobre 1955 à Seattle (État de Washington) aux États-Unis, dans une famille aisée de la bourgeoisie américaine.
Son père, William Henry Gates II (1925-2020), est un puissant avocat d'affaires.
Sa mère, Mary Maxwell Gates (1929-1994), est professeur et elle siège au conseil d'administration de plusieurs entreprises et banques comme la United Way of America et le First Interstate Bank,.
Le jeune William Henry III est scolarisé au lycée privé Lakeside School de Seattle. C'est un des établissements les plus chers de la région.
Il y découvre l'informatique, son école dispose en effet d'un ordinateur PDP-10 loué. Il y réalise avec son ami d'enfance Paul Allen son premier programme informatique : un jeu de tic-tac-toe (morpion).
En 1968, âgé de 13 ans, il fonde avec Paul Allen et quelques autres amis le Lakeside Programmers Group. Quelques sociétés recourront à leurs talents, essentiellement pour améliorer des systèmes et des applications existantes écrites en langage assembleur.
En 1973, Gates entre à l'université Harvard. Il y rencontre Steve Ballmer, futur CEO de Microsoft. Il abandonne rapidement ses études pour se consacrer uniquement à la programmation informatique.

### La société Microsoft

#### Premiers succès: Altair BASIC

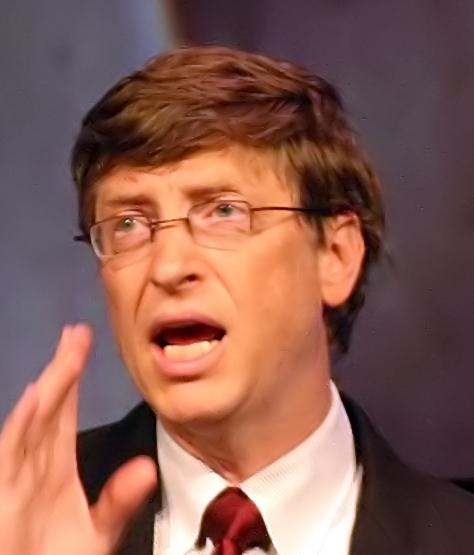
Bill Gates à Copenhague en 2004.

Bill Gates coréalise avec Allen un interpréteur BASIC pour l'Altair 8800. Cette réalisation est à la fois un tour de force et un coup de chance : le développement se fait entièrement sur PDP-10 et l'Altair BASIC n'est essayé sur un véritable Altair 8800 que le jour de la démonstration, laquelle réussit parfaitement. L'Altair BASIC marque une étape dans l'histoire de la micro-informatique : ce sera le premier langage de programmation à avoir fonctionné sur un micro-ordinateur commercial. Ce sera également le premier logiciel édité par la société Microcomputer Software, fondée pour l'occasion, en 1975, alors que Bill Gates est âgé de 20 ans, et dont la contraction Micro-Soft puis Microsoft est aujourd'hui plus familière.
Le 31 janvier 1976, Bill Gates écrit une lettre intitulée « An Open Letter to Hobbyists » (« Lettre ouverte aux bricoleurs »), dans laquelle il condamne pour la première fois le partage illégal de l'un de ses logiciels, le BASIC d'Altair : « We have written 6800 BASIC, and are writing 8080 APL and 6800 APL, but there is very little incentive to make this software available to hobbyists. Most directly, the thing you do is theft. » (« nous avons écrit le 6800 BASIC et nous écrivons les 8080 et 6800 APL, mais nous n'avons pas envie de fournir ce logiciel aux amateurs. Pour être clair, ce que vous faites, c'est du vol »).

#### Le partenariat avec IBM: MS-DOS, Windows
En 1980, Microsoft signe un accord avec IBM pour développer un système d'exploitation à commercialiser avec chaque ordinateur personnel IBM PC. MS-DOS est commercialisé aux États-Unis à partir du 12 août 1981. Il s'agit d'une version modifiée d'un autre produit : Microsoft a, le 6 janvier 1981, acquis des droits d'exploitation de 86-DOS à la société Seattle Computer Products (SCP), puis le 22 juillet 1981 a conclu un accord de commercialisation avec la société SCP permettant à Microsoft de présenter le produit comme sien et à SCP de toucher des redevances sur le volume de vente, chaque société pouvant faire évoluer le produit indépendamment. L'accord incluait déjà une version pour utilisateurs multiples.
Sa fortune est faite, et ne cessera plus de croître à des niveaux record. Bill Gates est persuadé qu'un jour tous les foyers et le monde professionnel seront équipés d'ordinateurs personnels. IBM est loin d'être le premier sur le marché : Apple, entre autres, s'est déjà lancé sur ce marché quatre ans auparavant avec un succès foudroyant. Le poids d'IBM est alors d'une importance primordiale pour le décollage de MS-DOS.

#### De Windows 95 à la démission opérationnelle

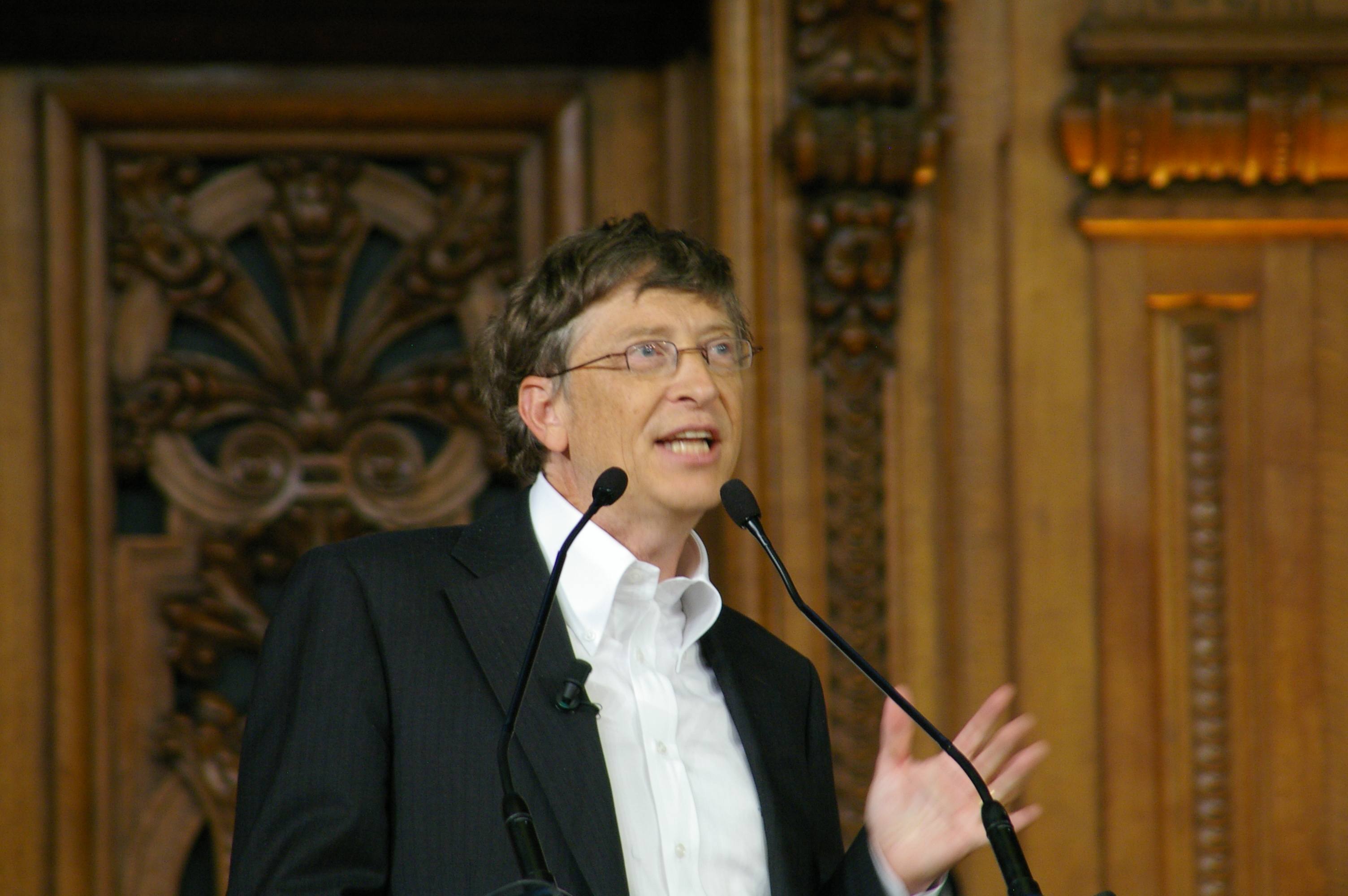
Bill Gates intervenant dans une conférence à la Sorbonne à Paris en 2008.

Microsoft fait évoluer au rythme effréné des micro-ordinateurs son système d'exploitation et sa gamme de logiciels bureautiques Microsoft Office, traitement de texte, tableur, base de données, utilitaires, jeux, etc. En 1985, Windows est alors, et pour 10 ans encore, une simple interface graphique, le système d'exploitation restant MS-DOS. Le succès met très longtemps à venir pour les premières versions de Windows, l'interface étant graphiquement très peu aboutie et d'une utilisation loin d'être intuitive. Windows est cependant déjà devenu le système d'exploitation le plus vendu au monde et fait la fortune de Microsoft et de ses actionnaires, avec une emprise sur le marché mondial gravitant autour de 90 %, au point de lui coûter un procès pour monopole et une grave menace de dissolution de son entreprise dans les années 2000.
En 1986, Microsoft fait son entrée en Bourse. Les investisseurs l'accueillent avec enthousiasme : le jour même, Bill Gates devient milliardaire. Il deviendra l'homme le plus riche du monde dix ans plus tard en 1996. Selon le magazine Forbes, sa fortune personnelle était en 2007 estimée à 56 milliards de dollars (voir liste des milliardaires du monde). Ses actions dans la société Microsoft, dont il détient en 2005 un peu moins de 10 % du capital, constituent environ 50 % de sa fortune.
Bien peu d'entreprises ont eu une image liée si fortement à leur fondateur, si bien qu'il a souvent été comparé à Henry Ford et à William Rockefeller, qui furent comme lui à l'origine de nouveaux domaines économiques (véhicules particuliers et industrie pétrolière), et également d'excès de la société de consommation. C'est en tant que grande figure du marché qu'il subit son entartage par Noël Godin et ses acolytes, en 1998 à Bruxelles.
En novembre 2004, Steve Ballmer indique que Bill Gates est sans doute la personne la plus spammée au monde, puisqu'il reçoit 4 millions d'e-mails par jour. Tout un service de Microsoft est à cette époque consacré à trier cette masse, essentiellement composée de spams, et dont seulement dix messages par jour arrivent finalement à Bill Gates.
Le 15 juin 2006, Bill Gates annonce qu'à partir de juillet 2008 il ne s'occupera plus des affaires courantes de Microsoft. Il restera à son poste et conseillera certains projets, mais se concentrera sur les œuvres caritatives. Il quitte toute fonction opérationnelle au sein de Microsoft le 27 juin 2008. Le 4 février 2014, Bill Gates annonce qu'il abandonne également la présidence du conseil d'administration de Microsoft. Le 14 mars 2020, la presse annonce que Bill Gates quitte le Conseil administration de Microsoft et qu'il ne conservera que des fonctions de conseiller technique auprès des dirigeants de la société,.

### La Fondation Gates

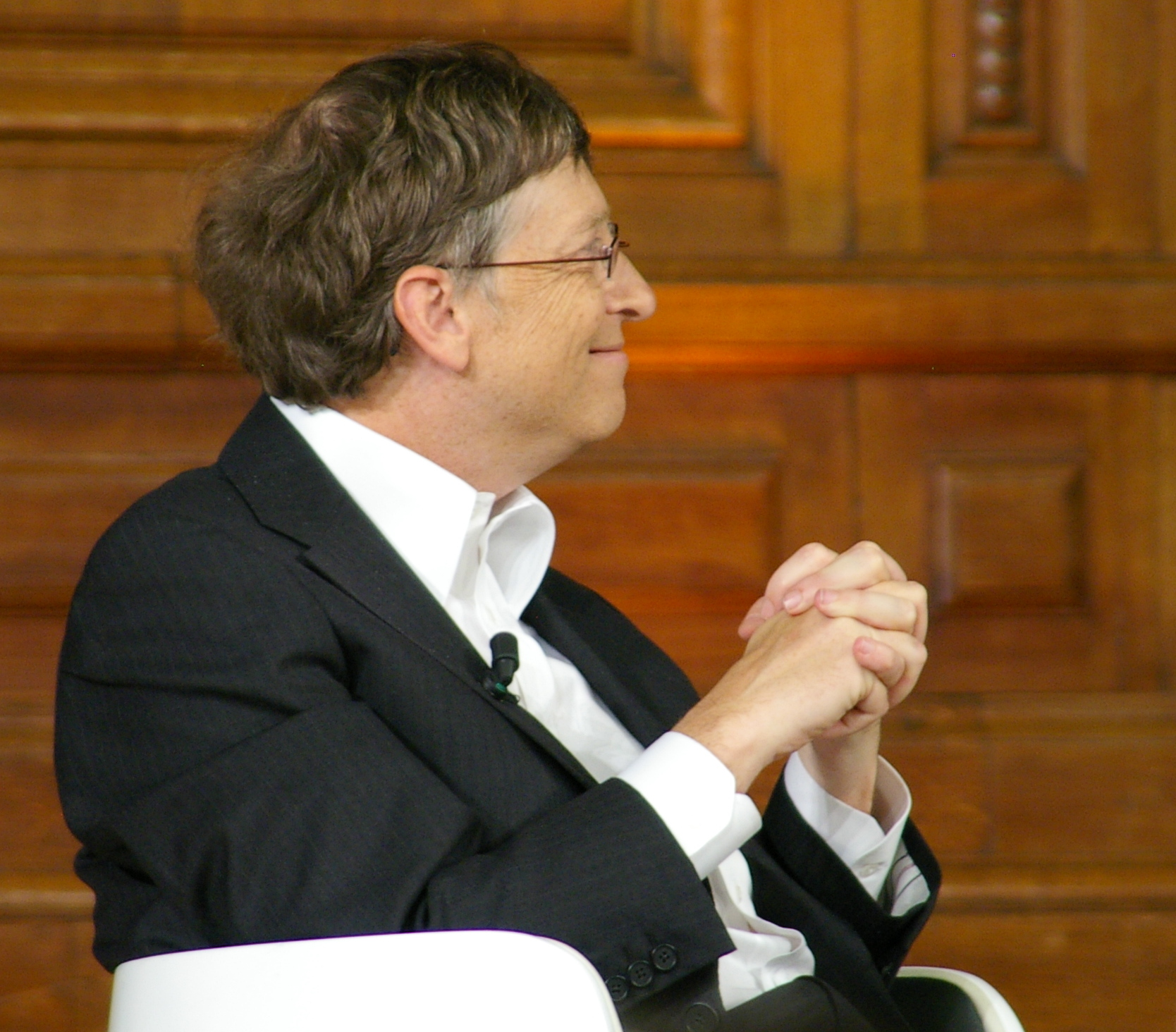
Bill Gates à La Sorbonne (Paris), en 2008.

En 2000, il crée avec sa femme la fondation Bill-et-Melinda-Gates, qui a pour objectif d'apporter à la population mondiale des innovations en matière de santé et d’acquisition de connaissances. Elle dispose de 102,8 milliards de dollars.
En 2006, la fondation Gates a déjà dépensé 25,26 milliards de dollars, en particulier pour vacciner 55 millions d'enfants. Bill Gates a également annoncé vouloir léguer 95 % de sa fortune à sa fondation.
Ces actions ont contribué à ce que le magazine Time désigne Bill Gates « Personnalité de l'année 2005 », aux côtés de son épouse Melinda et de Bono (chanteur du groupe U2), pour leurs actions sur le front philanthropique.
Le 2 mars 2005, Bill Gates est anobli par la reine Élisabeth II du Royaume-Uni au grade de Chevalier commandeur de l'ordre de l'Empire britannique pour sa contribution aux entreprises britanniques et pour les efforts qu'il déploie à combattre la pauvreté dans le monde. Toutefois, n'étant pas citoyen d'un pays du Commonwealth, il ne peut préfixer son nom du titre Sir. Il peut cependant ajouter les lettres KBE (Knight of British Empire, Chevalier de l'Empire britannique) à la suite de son nom.

La Fondation Bill & Melinda Gates.

La majorité de l'héritage de Bill Gates devrait revenir à sa fondation, par laquelle il est devenu l'un des plus grands donateurs contre la pauvreté dans le monde, avec plusieurs milliards de dollars de sa fortune personnelle. En 2006, il a annoncé qu'il léguerait 95 % de sa fortune à la lutte contre les maladies et l'analphabétisme dans les pays du Sud.
Le 16 juin 2010, Bill et Melinda Gates lancent une campagne, The Giving Pledge, pour laquelle les milliardaires sont invités à formuler des promesses de donation dépassant 50 % de leur fortune personnelle. Warren Buffett écrit la première lettre dans laquelle il indique son intention de léguer plus de 99 % de sa fortune. Bill Gates estime que « seulement 15 % des milliardaires font don de larges parts de leur fortune ». Cette démarche arrive au moment où les Américains les plus fortunés sont pointés du doigt comme étant à l'origine de la crise et où la fondation Bill-et-Melinda-Gates fait aussi l'objet de controverses.
En novembre 2011, Bill Gates a appelé le G20 à augmenter son aide aux pays pauvres.
Dans le cadre de la réforme de l'éducation portée par le gouvernement de Barack Obama, Bill Gates œuvre notamment à la mise en place du programme « Common Core », qu'il a massivement subventionné. La fondation contribue également au financement en Europe de lobbies visant à exercer des pressions sur la Commission européenne pour contourner une décision de la Cour de justice européenne sur certains OGM.
D'autre part, la fondation Bill Gates est critiquée comme étant, sous couvert de philanthropie et sous prétexte de lutter contre les inégalités, une façon de faire des affaires à travers la générosité en multipliant les richesses de ses dirigeants, nourrissant ainsi un système destructeur ; un système de fonds d'investissements et placements financiers très profitables que le journaliste Lionel Astruc analyse et nomme « l'art de la fausse générosité », ou le « philanthropocapitalisme », dans son essai consacré à la fondation Gates.[non neutre]

## Intérêts

### Changement climatique
Depuis au moins 2010, Bill Gates se préoccupe du changement climatique,,.
En 2021, il publie l’ouvrage Climat : comment éviter un désastre.

#### Géoingénierie
Bill Gates a manifesté son intérêt pour la géoingénierie, s'intéressant notamment à la capture du dioxyde de carbone dans l’air et à la dispersion d'aérosols soufrés. Une étude de l'Université de Lund sur les superémetteurs a montré qu'en 2017, Gates a fait 59 vols en jet privé, qu'il a parcouru plus de 200 000 miles aériens, correspondant à une émission de 1 600 tonnes de CO2. Gates interrogé sur ses voyages aériens, les qualifie de « plaisir coupable » (guilty pleasure).
Depuis 2010, il finance le programme SCoPEx (Stratospheric Controlled Perturbation Experiment) de l’Agence spatiale suédoise, conduit par le physicien de Harvard David Keith consistant à larguer des aérosols de dioxyde de soufre ou de poussière de carbonate de calcium dans l’atmosphère depuis des ballons à haute altitude ou des satellites, pour bloquer le Soleil et limiter le réchauffement de la planète. En avril 2021, ce programme a été stoppé par une forte opposition des Suédois, de protecteurs de l'environnement et de scientifiques.

#### Substituts de viande
Gates a également montré un intérêt pour les substituts de viande, en finançant en 2013 l'entreprise Beyond Meat qui a créé un produit à base de plantes imitant l'aspect et le goût de la viande de poulet. Bill Gates aurait déclaré qu'il « ne pouvait pas faire la différence entre le poulet Beyond Meat et le vrai poulet »,.

### Pandémies
Bill Gates en 2015, dans une conférence TED et dans des interviews, a exprimé ses craintes d'une pandémie dévastatrice qui émergerait dans les années à venir et dont les mesures de prévention seraient insuffisantes. Depuis la pandémie de coronavirus, il est désigné comme un lanceur d'alerte « prophétique » mais est également la cible de nombreuses théories complotistes au sujet de la pandémie de Covid-19,,.

### Vaccination
Bill Gates, via la fondation Bill-et-Melinda-Gates et la GAVI Alliance participe au développement de la vaccination ayant pour mission l’amélioration de la santé de la population mondiale,,.

## Recherche en informatique
Bill Gates a publié sous son vrai nom en 1979 un article de recherche concernant le tri de crêpes,.

## Joueur de bridge
Bill Gates est un joueur de bridge assidu. Son partenaire préféré est Warren Buffett.
Bill Gates a investi dans Bridge Base Online (BBO). Le fondateur de BBO, Fred Gitelman, lui avait été présenté par Warren Buffett, et c'est au cours d'une partie de bridge où Gitelman faisait le quatrième que Gates a décidé d'investir dans BBO. Gates détient 20 % de BBO. Il fait aussi régulièrement des tournois de haut niveau avec des champions sur BBO.

## Fortune
Grâce au succès commercial de Microsoft il est l'homme le plus riche du monde de 1996 à 2007, ainsi qu'en 2009, et de 2014 à 2016. Lorsqu'il regagne cette position (selon le classement Bloomberg) en janvier 2014, sa fortune s'élève à 78,5 milliards de dollars américains,.
En 2019, le magazine Forbes classe Bill Gates comme le deuxième homme le plus riche du monde avec une fortune de 105 milliards de dollars américains, juste après le fondateur du site Amazon Jeff Bezos (112 milliards). En 2021, sa fortune grimpe à 124 milliards mais il régresse à la 4e place.

## Vie privée

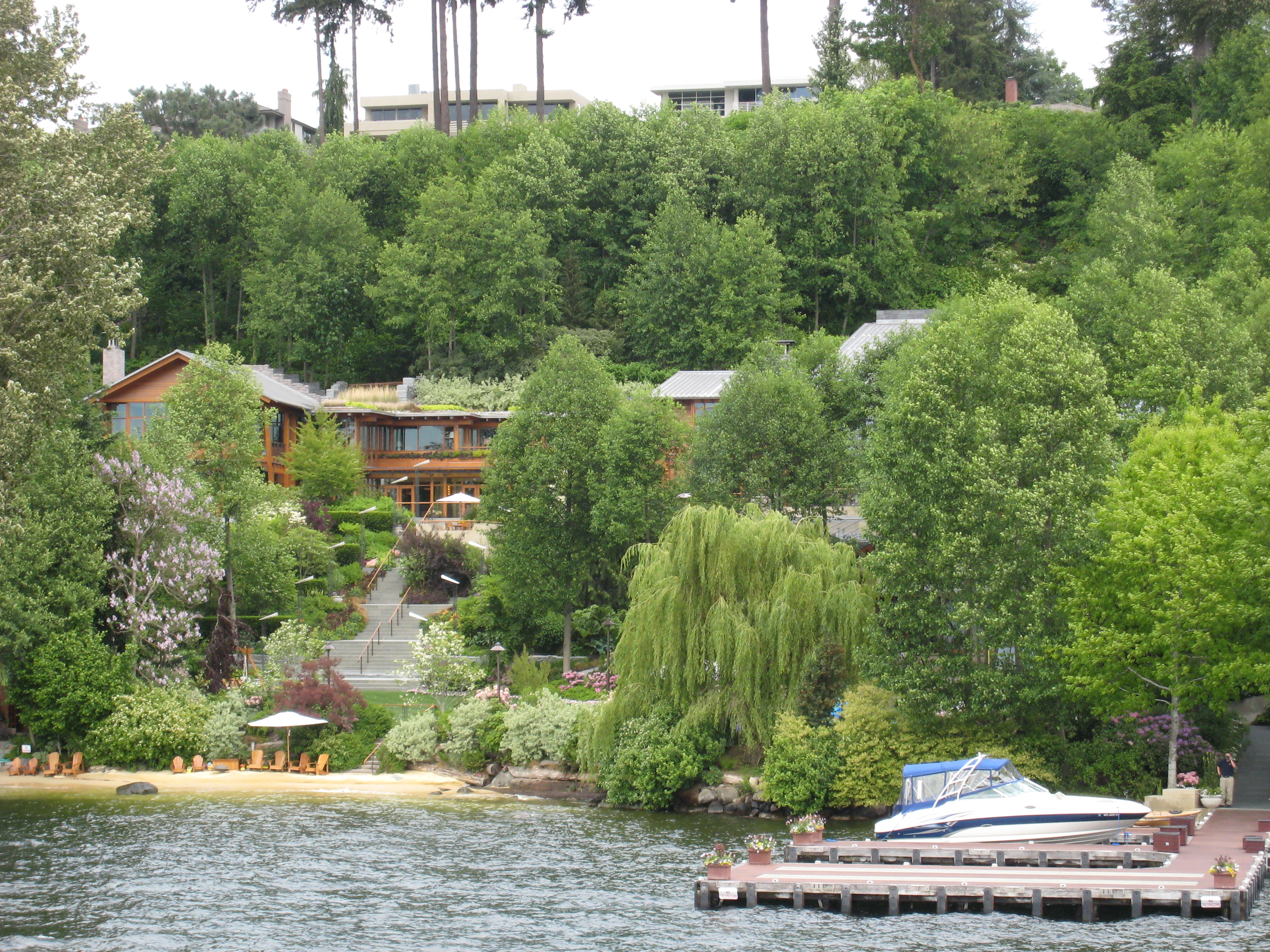
La maison de la famille Gates.

Le 1er janvier 1994, il épouse Melinda French, responsable du marketing de Microsoft, avec laquelle il aura deux filles, prénommées Jennifer Katharine (née en 1996) et Phœbe Adele (née en 2002), et un garçon, Rory John (né en 1999).
Il habite avec sa famille au bord du lac Washington près de Seattle dans une maison estimée à 131 millions de dollars.
En 2019, Melinda Gates contacte des avocats spécialisés dans les divorces. Cette résolution est prise notamment en raison des liens entre Bill Gates et le criminel sexuel Jeffrey Epstein à partir de 2011 selon le Wall Street Journal. Un article du New York Times décrit plusieurs rendez-vous auxquels Bill Gates se serait rendu, dans la demeure de Jeffrey Epstein à New York, alors que ce dernier avait déjà fait l'objet d'une première condamnation pour crime sexuel. Ces rendez-vous auraient porté sur la contribution d'Epstein aux activités de la fondation Gates. Un autre article du même journal évoque également des conduites inappropriées au sein de l'entreprise Microsoft comme au sein de leur fondation.
Le divorce, annoncé sur les réseaux sociaux début mai 2021, est prononcé en août de la même année,,.

## Affaire judiciaire
Le 13 décembre 1977, il est arrêté par la police à Albuquerque au Nouveau-Mexique pour une conduite sans permis. De cette arrestation subsistera une célèbre photographie d'identité judiciaire où l'on voit le patron de Microsoft sourire sur les clichés, malgré les circonstances.

## Publications

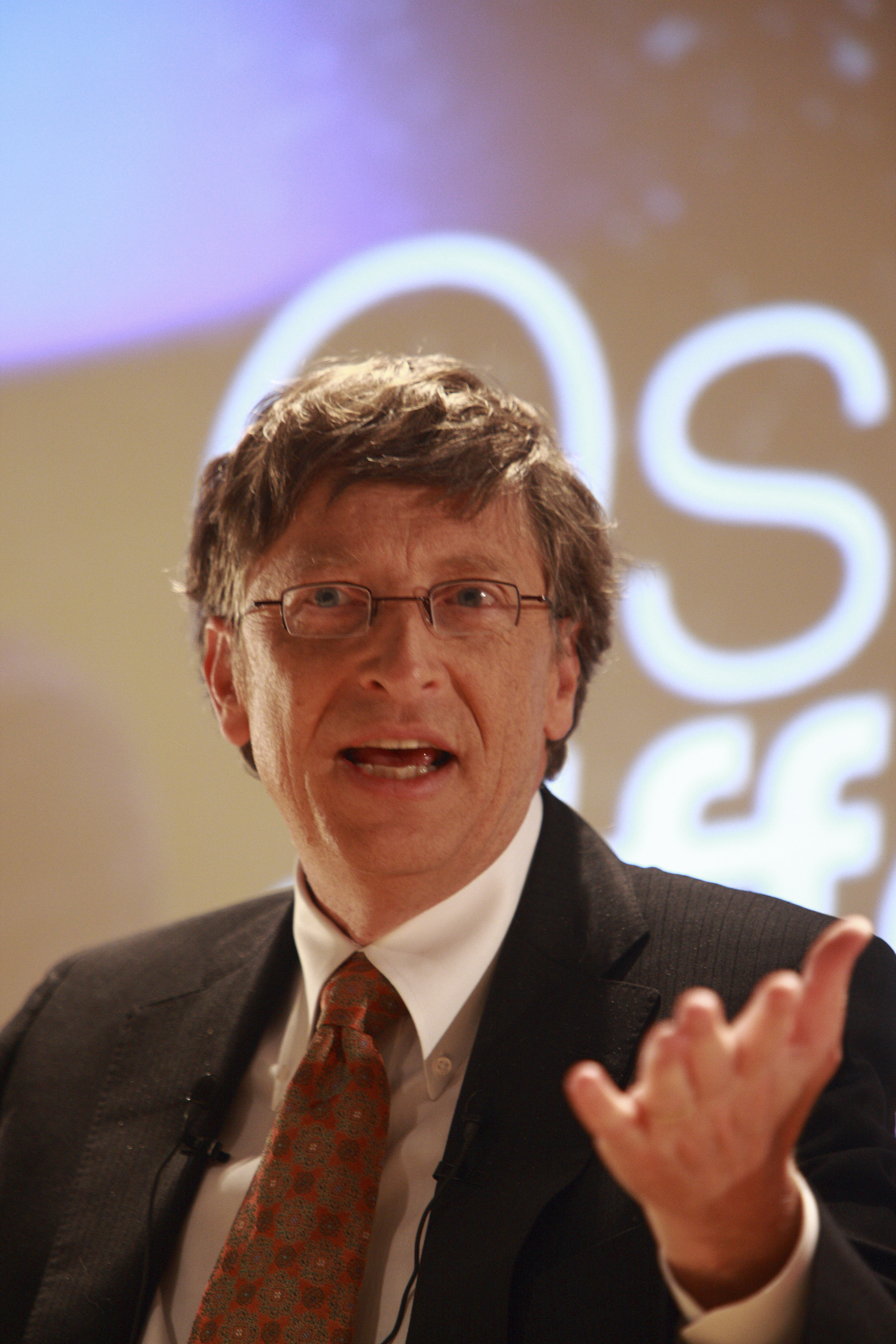
Bill Gates au Medef en janvier 2008.

- Bill Gates, Nathan Myhrvold et Peter Rinearson, La route du futur (The Road Ahead), éditions Robert Laffont, 1997  (ISBN 2-266-07515-2)
- Bill Gates et Collins Hemingway, Le travail à la vitesse de la pensée (Business @ the Speed of Thought), éditions Robert Laffont, 1999  (ISBN 978-2-2210-8949-1)
- Daniel Ichbiah, « Biographie de Bill Gates » Bill Gates et la saga de Microsoft, éditions Pocket, 1995, diverses éditions numériques 2013  (ISBN 9781291278705)
- Bill Gates, Climat : comment éviter un désastre (en anglais : How to Avoid a Climate Disaster), éditions Flammarion, 2021  (ISBN 9782081516427)

## Filmographie
- 1999 : Les Pirates de la Silicon Valley (Pirates of Silicon Valley), de Martyn Burke, rôle joué par Anthony Michael Hall (téléfilm)
- 2010 : The Social Network, de David Fincher, rôle joué par Steve Sires
- 2013 : iSteve, de Ryan Perez, rôle joué par James Urbaniak (diffusion sur internet)
- 2018 : série The Big Bang Theory : saison 11, épisode 18 « The Gates Excitation » : son propre rôle
- 2019 : série Silicon Valley : saison 6, épisode 7 : son propre rôle
- 2019 : Inside Bill's Brain: Decoding Bill Gates (Dans le cerveau de Bill Gates), mini-série Netflix, directeur : Davis Guggenheim.

## Distinctions

### Décoration
- Médaille présidentielle de la Liberté ( États-Unis, 22 novembre 2016) — décoré aux côtés de son épouse Melinda par Barack Obama[54]
- Commandeur de la Légion d'honneur ( France, 21 avril 2017) — décoré aux côtés de son épouse par François Hollande[55]
- Médaille Padma Bhushan ( Inde, 2015)[56]
- Grand-cordon de l'ordre du Soleil levant ( Japan, 2022)[57]
- Première classe de la croix de la Reconnaissance ( Lettonie, 2009)
- Commandeur de l'ordre de l'Étoile de Roumanie ( Roumanie, 2007)
- Chevalier commandeur de l'ordre de l'Empire britannique ( Royaume-Uni, 2005)[58]
- Étoile de l'ordre de l'Aigle aztèque ( Mexique, 2006)
- Hilal-e-Pakistan (en) ( Pakistan, 2022)[59]
- Grand-croix de l'ordre de l'Infant Dom Henri ( Portugal, 2006)[60]

### Doctorat honoris causa
- École royale polytechnique de Suède (2002)
- Université Waseda au Japon (2005)[61]
- HEC Paris (2007)[62]
- Université Harvard (2007)
- Institut Karolinska en Suède (2008)
- Université de Cambridge (2009)